# Бар (Италия)
Бар (фр. Bard) — коммуна в Италии, располагается в автономном регионе Валле-д’Аоста.
Население составляет 134 человека (2008 г.), плотность населения составляет 45 чел./км². Занимает площадь 3 км². Почтовый индекс — 11020. Телефонный код — 0125.
В коммуне 15 августа особо празднуется Вознесение Девы Марии.
Возле деревни расположена знаменитая крепость.

## Демография
Динамика населения: